# 550942 Kurtag
550942 Kurtag este o planetă minoră (asteroid) din centura de asteroizi. A fost descoperită pe 20 octombrie 2012 la Piszkéstetői Obszervatórium⁠(d) de . 
Obiectul prezintă o orbită caracterizată de o semiaxă mare de 3,146290914802 UAi, o excentricitate de 0,1039245863355, o înclinație de 10,192547210851 ° în raport cu ecliptica.